# ریچارد هیکینگ
ریچارد هیکینگ (انگلیسی: Richard Haking; ۲۴ ژانویهٔ ۱۸۶۲ – ۹ ژوئن ۱۹۴۵) فرد نظامی اهل بریتانیا بود. وی همچنین برندهٔ جوایزی همچون نشان امپراتوری بریتانیا و نشان حمام شده‌است.